# Farewell My Summer Love
Albums de Michael Jackson
One Day in Your Life
(1981) Looking Back to Yesterday
(1986)
Farewell My Summer Love est un album de Michael Jackson sorti en 1984 chez Motown. Il s'agit d'une compilation de titres inédits enregistrés en 1973. L'album a été publié par Motown dans le but de profiter de la popularité de Michael Jackson à la suite du très grand succès de Thriller (sorti chez Epic Records).

## Liste des titres
| No | Titre                          | Durée |
| -- | ------------------------------ | ----- |
| 1. | Don't Let It Get You Down      | 3:01  |
| 2. | You've Really Got A Hold On Me | 3:30  |
| 3. | Melodie                        | 3:21  |
| 4. | Touch The One You Love         | 2:47  |
| 5. | Girl You're So Together        | 3:09  |
| 6. | Farewell My Summer Love        | 4:21  |
| 7. | Call On Me                     | 3:38  |
| 8. | Here I Am (Come And Take Me)   | 2:53  |
| 9. | To Make My Father Proud        | 4:04  |